# Adriano Ciocca Vasino
Adriano Ciocca Vasino (Borgosesia, 8 luglio 1949) è un vescovo cattolico e missionario italiano, dal 13 marzo 2024 prelato emerito di São Félix.

## Biografia
Adriano Ciocca Vasino è nato a Borgosesia l'8 luglio 1949.

### Formazione e ministero sacerdotale
Ha studiato filosofia presso il seminario filosofico e teologico "San Gaudenzio" a Novara e teologia presso lo Studentato teologico "San Zeno" a Verona.
L'8 settembre 1974 è stato ordinato presbitero dal vescovo Aldo Del Monte. In seguito è stato vicario parrocchiale della parrocchia di Santa Maria Assunta a Grignasco dal 1974 al 1978.
Nel 1978 è stato inviato in Brasile come missionario fidei donum. Ha prestato servizio come parroco ad Araripina, allora diocesi di Petrolina, oggi diocesi di Salgueiro, dal 1979 al 1989; parroco a Petrolina, con cura pastorale anche dell'area rurale del municipio di Petrolina e della parrocchia di Afrânio dal 1989 al 1992; vicario della parrocchia di Petrolândia per la regione di Vila Jatobá, nella diocesi di Floresta dal 1993 al 1997; vicario della parrocchia di Petrolândia e coordinatore della pastorale della diocesi di Floresta dal 1998 al 1999.

### Ministero episcopale
Il 3 marzo 1999 papa Giovanni Paolo II lo ha nominato vescovo di Floresta. Ha ricevuto l'ordinazione episcopale il 2 maggio successivo dal vescovo di Itabuna Czesław Stanula, co-consacranti il vescovo di Petrolina Paulo Cardoso da Silva e quello di Novara Renato Corti.
Nel settembre del 2009 ha compiuto la visita ad limina.
Il 21 marzo 2012 papa Benedetto XVI lo ha nominato prelato di São Félix. Ha preso possesso della prelatura il 13 maggio successivo.
In seno alla Conferenza nazionale dei vescovi del Brasile è stato il referente delle comunità ecclesiali di base fino al 2011.
Il 13 marzo 2024 papa Francesco ha accolto la sua rinuncia al governo pastorale della prelatura territoriale di São Félix; gli è succeduto Lucio Nicoletto, del clero della diocesi di Padova, fino ad allora vicario generale di Roraima.

## Genealogia episcopale
La genealogia episcopale è:
- Cardinale Scipione Rebiba
- Cardinale Giulio Antonio Santori
- Cardinale Girolamo Bernerio, O.P.
- Arcivescovo Galeazzo Sanvitale
- Cardinale Ludovico Ludovisi
- Cardinale Luigi Caetani
- Cardinale Ulderico Carpegna
- Cardinale Paluzzo Paluzzi Altieri degli Albertoni
- Papa Benedetto XIII
- Papa Benedetto XIV
- Papa Clemente XIII
- Cardinale Bernardino Giraud
- Cardinale Alessandro Mattei
- Cardinale Pietro Francesco Galleffi
- Cardinale Giacomo Filippo Fransoni
- Cardinale Carlo Sacconi
- Cardinale Edward Henry Howard
- Cardinale Mariano Rampolla del Tindaro
- Cardinale Rafael Merry del Val
- Arcivescovo Duarte Leopoldo e Silva
- Arcivescovo Paulo de Tarso Campos
- Cardinale Agnelo Rossi
- Cardinale Lucas Moreira Neves, O.P.
- Vescovo Czesław Stanula, C.SS.R.
- Vescovo Adriano Ciocca Vasino